# Мартынково (Дорогобужский район)
Мартынково — деревня в Дорогобужском районе Смоленской области России. Входит в состав Полибинского сельского поселения.
Население — 10 жителей (2007 год).
Расположена в центральной части области в 8 км к северо-востоку от Дорогобужа, в 5 км севернее автодороги Р134 «Старая Смоленская дорога», на берегу реки Днепр. В 16 км севернее от деревни находится железнодорожная станция Дурово на линии Москва-Минск.

## История
В годы Великой Отечественной войны деревня была оккупирована гитлеровскими войсками в октябре 1941 года, освобождена в сентябре 1943 года.